# Sabrina Sadeghi
Sabrina Sadeghi (19 novembre 1976) è un'ex snowboarder statunitense.

## Biografia
Specializzata nell'halfpipe e attiva a livello internazionale dal 1995, la Sadeghi ha debuttato in Coppa del Mondo il 13 gennaio dello stesso anno, giungendo 13ª a Les Deux Alpes in slalom gigante. Il 20 gennaio successivo ha ottenuto il suo primo podio, nonché la sua prima vittoria, imponendosi nell'halfpipe di San Candido. Nella stessa stagione ha vinto altre 4 gare e si è aggiudicata la Coppa del Mondo di halfpipe.
In carriera non ha mai preso parte a rassegne olimpiche, mentre ha partecipato a una iridata.

## Palmarès

### Coppa del Mondo
- Vincitrice della Coppa del Mondo di halfpipe nel 1995
- 6 podi:
  - 6 vittorie

#### Coppa del Mondo - vittorie
| Data             | Luogo            | Paese       | Disciplina |
| ---------------- | ---------------- | ----------- | ---------- |
| 20 gennaio 1995  | San Candido      | Italia      | HP         |
| 3 febbraio 1995  | Alts             | Giappone    | HP         |
| 10 febbraio 1995 | Monte Bachelor   | Stati Uniti | HP         |
| 16 febbraio 1995 | Breckenridge     | Stati Uniti | HP         |
| 26 febbraio 1995 | Calgary          | Canada      | HP         |
| 2 febbraio 1997  | Mont-Sainte-Anne | Canada      | HP         |

Legenda:

HP = Halfpipe